# Parti du renouveau et de l'équité
Le Parti du renouveau et de l'équité (PRE) est un parti politique marocain libéral créé le 12 mai 2002. 

## Histoire
Lors de son 2e congrès ordinaire tenu les 17, 18 et 19 juin 2011, les militants ont voté à l'unanimité le changement du nom du parti en « Parti du peuple ». Cette décision sera vite abandonnée à la suite de la saisine du Tribunal administratif de Rabat par le ministère de l'Intérieur pour non-respect de la loi 36-04 relative aux partis politiques.

## Participation aux élections

### Représentation législative
Le parti a participé aux  élections législatives de 2002, 2007 et 2011. En septembre 2002, le PRE n'obtient aucun siège dans la chambre basse du parlement marocain. Lors de sa participation aux législatives de 2007, le parti arrive 14e et obtient quatre sièges sur les 325 constituant la chambre des représentants.
En novembre 2011, le parti perd deux sièges par rapport au dernier scrutin et obtient ainsi deux sièges dans les circonscriptions de Settat et El Kelaâ des Sraghna. Le 12 décembre 2011, le parti annonce son soutien au gouvernement Benkiran à la suite de la victoire du Parti de la justice et du développement dans les élections législatives.
| Législatives     | 2002  | 2007  | 2011  |
| Nombre de sièges | 0/325 | 4/325 | 2/395 |
| Rang             | --    | 14e   | 10e   |

### Représentation communale
Le Parti du renouveau et de l'équité a participé aux communales de 2003 et de 2009. À la suite de sa création en mai 2002, le parti participe aux communales de 2003 et obtient 125 sièges sur les 22 943 qui composent les 1497 conseils communaux du Maroc. En 2009, le parti obtient 181 sièges sur les 27 795 qui composent les 1503 conseils communaux du royaume.
| Communales       | 2003      | 2009      |
| Nombre de sièges | 125/22943 | 181/27795 |
| Rang             | 20e       | 14e       |